# Рябки (Пермский край)
Рябки — село в Чернушинском районе Пермского края. Административный центр Рябковского сельского поселения. С февраля 1924 года по декабрь 1925 года был центром Рябковского района (впоследствии Чернушинского района) Сарапульского округа Уральской области РСФСР.

## География
Село расположено в 10 км северо-восточнее города Чернушка на берегу реки Сульмашки, правом притоке реки Танып. В селе расположен один из крупнейших прудов Чернушинского района. Находится в 160 километрах от Перми.

## Население
Численность населения составляла: 220 (1869 г.), 1305 (1926 г.), 1398 (2002 г.) человек.
По данным переписи 2010 года численность населения составила 1302 человека, в том числе 628 мужчин и 674 женщины.

## История

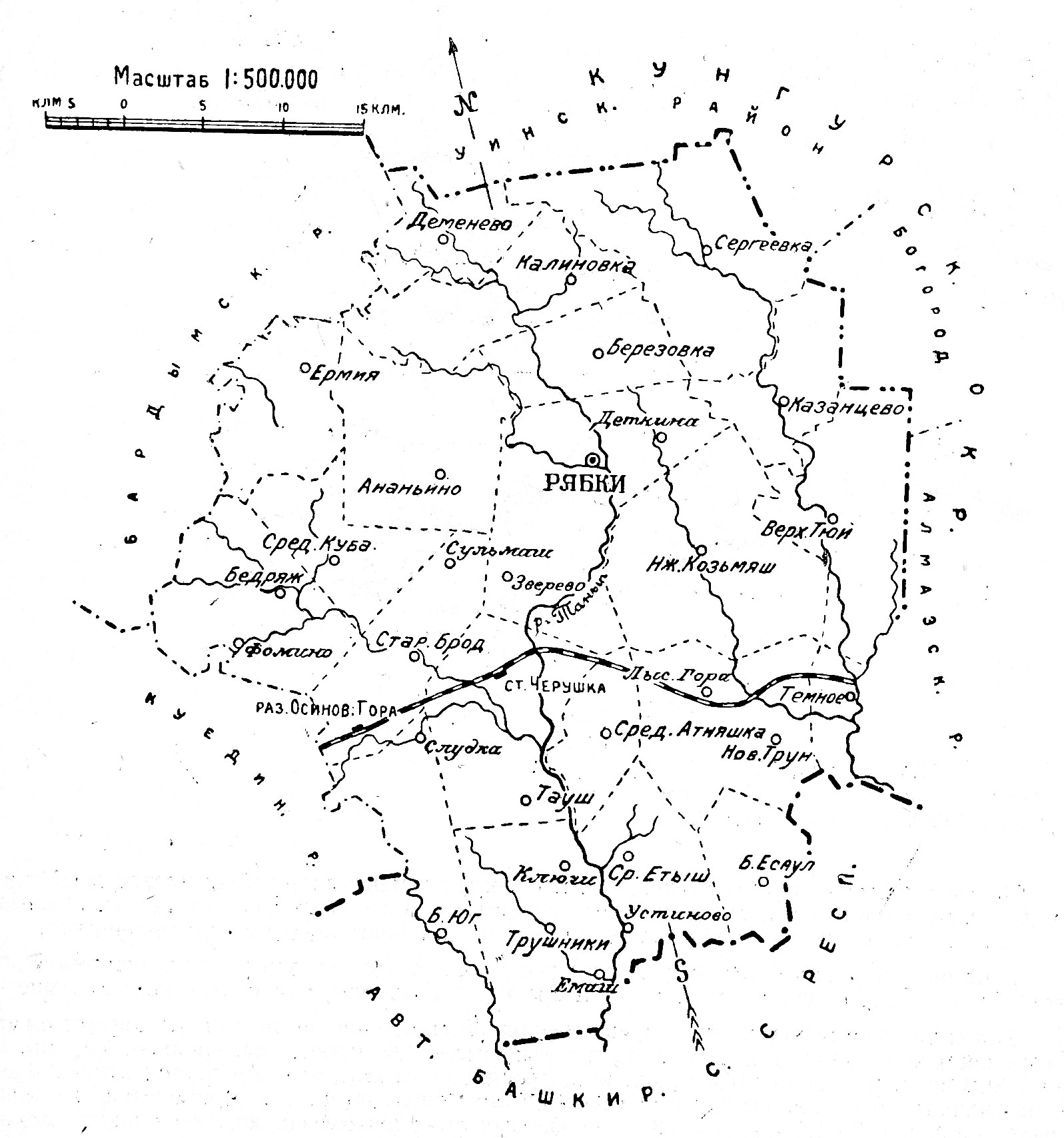
Карта Чернушинского района (Сарапульского округа Уральской области РСФСР) в 1928 году

Населённый пункт известен с 1858 года, под названием Большой Шульмаш — Рябкова. В 1863 году в деревне Рябки построен временный деревянный храм, а к 1868 году возведён новый каменный храм, который был освящён 14 сентября 1868 года в честь Рождества Христова. После постройки церкви Рябки получают статус села и в конце 1860-х годов становятся центром Рябковской волости Осинского уезда Пермской губернии.
В связи с переходом на новое административное деление в феврале 1924 года на базе Рябковской, Атняшинской, Бедряжской, Таушинской, Ермиевской волостей Осинского уезда Пермской губернии и Павловской, Верх-Татышлинской (частично) волостей Бирского уезда Уфимской губернии был образован Рябковский район Сарапульского округа Уральской области. Однако, в связи с удалённостью села Рябки от железной дороги, в декабре 1925 года было принято решение о переносе райцентра в Чернушку; соответственно район был переименован в Чернушинский. Некоторое время районные органы власти продолжали оставаться в селе Рябки; их окончательный переезд в Чернушку состоялся только в 1930 году.
До 1 января 2006 года Рябки были центром Рябковского сельского совета, а после реформы местного самоуправления с 1 января 2006 года — Рябковского сельского поселения.

## Экономика
В 1909 году в Рябках открылось потребительское общество, а в 1910 году — кредитное товарищество. В 1920-х годах существовал совхоз коневодтреста. Летом 1924 года в селе открылась Рябковская гидроэлектростанция, одна из первых на территории Пермского края. В 1931 году на базе коммуны создан колхоз «Красный партизан», получивший в августе 1950 года при укрупнении название «Земледелец», а в январе 1959 года при слиянии десяти сельхозартелей — «Россия». В 1930-х годах построен льнозавод. С 1 января 1935 года до июля 1958 года в Рябках действовала Капканская МТС. В годы Великой Отечественной войны здесь находился туберкулёзный санаторий для детей. 8 января 1969 года организован совхоз «Рябковский».

## Социальная сфера
В селе функционируют:
- Школа
- Библиотека;
- Дом культуры;
- Храм-часовня в честь Рождества Христова (с 2002 года).

## Достопримечательности
- Здание Земской школы 1874 года.

## Улицы[5]
- 50 лет Октября ул.
- Быкова А. Н. ул.
- Восточная ул.
- Зелёная ул.
- Ленина ул.
- Лесная ул.
- Луговая ул.
- Молодёжная ул.
- Набережная ул.
- Нагорная ул.
- Полевая ул.
- Придорожная ул.
- Пушкина ул.
- Репищинская ул.
- Советская ул.
- Строителей ул.
- Ю. А. Андрианова ул.